# Bana
Bana község Komárom-Esztergom vármegyében, a Komáromi járásban.

## Fekvése
A vármegye északnyugati szögletében, Győr-Moson-Sopron vármegye határán, az Igmánd–Kisbéri-medence északi peremén fekszik Győrtől 25, Komáromtól 23, Tatától 32 kilométerre. A Duna teraszvidékétől egy kavicsos dombvonulat választja el. A szomszédos települések: Ács, Bábolna, Tárkány, Rétalap, Bőny és Nagyszentjános.
Főutcája a Tata, Nagyigmánd és Győr között húzódó, nagyjából kelet-nyugati irányt követő 8136-os számú mellékút, amelybe a község nyugati határán torkollik bele a 8152-es út. Még egy útja is országos közút: a 8136-osba annak 32+300-as kilométerszelvényénél, 5,3 kilométer megtétele után beletorkolló 81 141-es út, amely Ács és a 8151-es út, illetve az M1-es autópálya ottani le- és felhajtója felé biztosít összeköttetést.
Vasútállomása nincs a településnek, legközelebb a Budapest–Hegyeshalom–Rajka-vasútvonal nagyszentjánosi, illetve a Székesfehérvár–Komárom-vasútvonal nagyigmándi állomása található, előbbi 9, utóbbi 12 kilométerre. A falura jellemző a rajta átmenő kerékpáros turizmus.
A község a Cuhai-Bakony-ér és mellékerei által tagolt, 135 méteres átlagmagasságú, hullámos síkságon terül el; kielégítő rétegvízkészletének köszönhetően saját ivóvízrendszerrel rendelkezik. Felszíni kőzetanyaga ártéri és folyóvízi homok, kavics és iszap. Eredeti növénytakarója homoki tölgyessel kevert homokpuszta volt. A Cuha völgysíkjában réti öntéstalaj található, ezen nagyüzemi szántóföldi növénytermesztés folyik. Éghajlata a kontinentális éghajlat száraz, meleg változata. Éves csapadékátlaga 600 milliméter, átlaghőmérséklete 10 °C. Uralkodó széliránya északnyugati.

## Élővilága

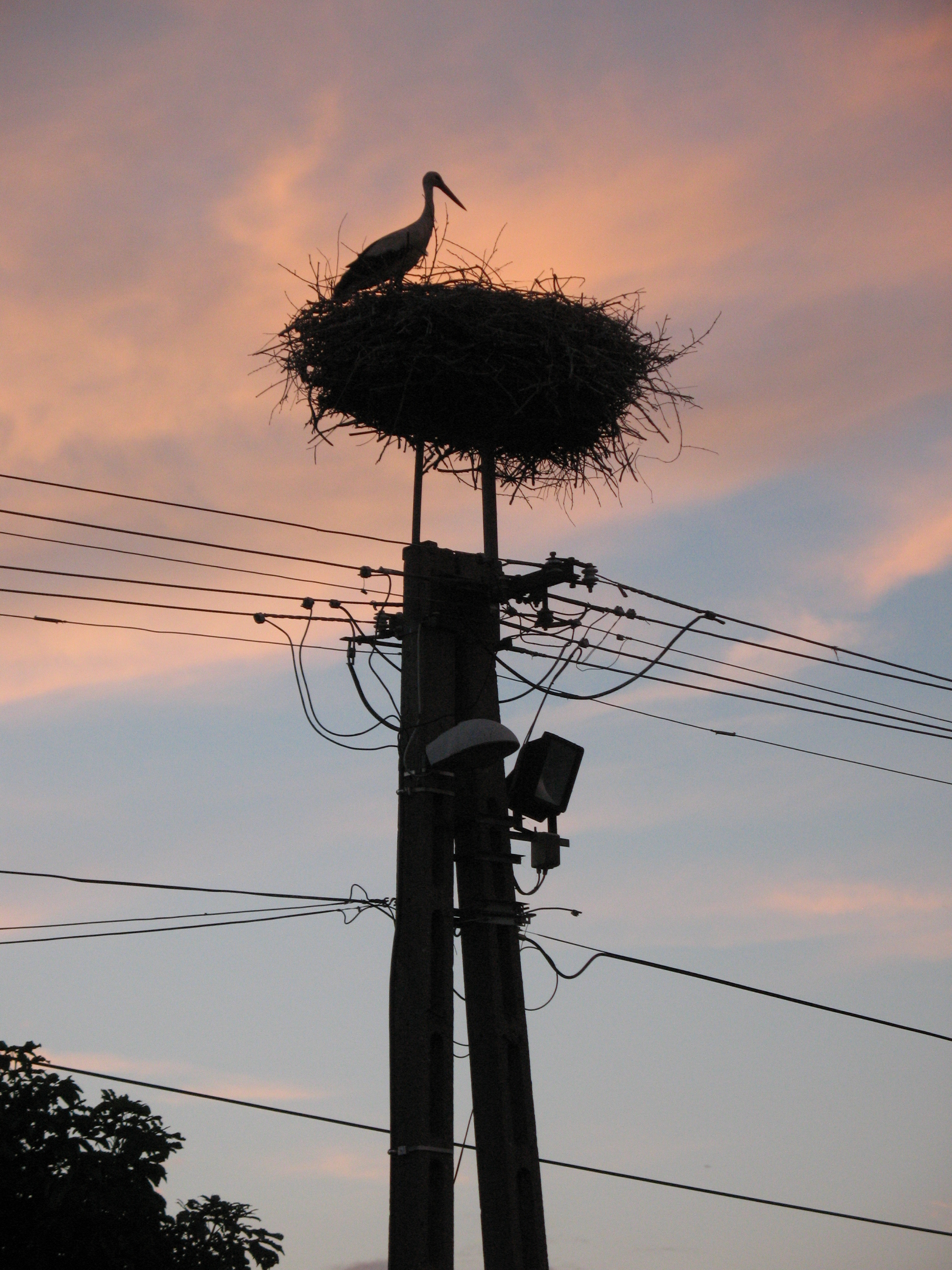
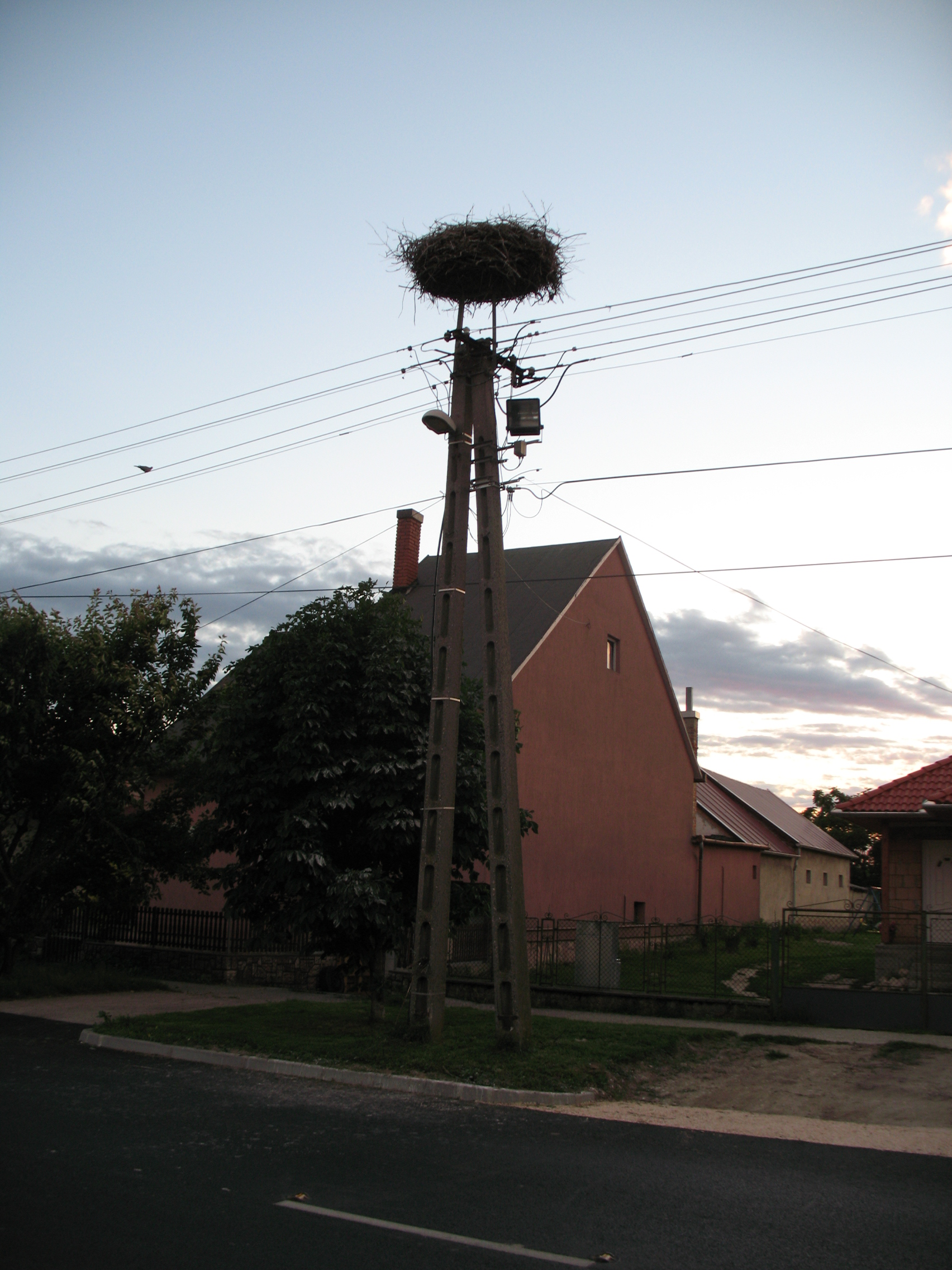

Bana községben van gólyafészek.

## Története
A falu neve személynévből keletkezett. Alapjául a „bán” méltóságnév szolgált. A település nevét említő legrégibb írás 1236-ból maradt fenn.
A honfoglaló törzsek a 10. században települtek meg e területen. A falu határában lovas temetkezés nyomait tárták fel. Az Árpád-korban királyi várbirtok volt, ahol a királyi várispánok székeltek. A község ispánjai a Bána nemzetség s a tőlük származó gróf Cseszneky család tagjai voltak, akiket a Koppán nemzetségbeli Paulin rokonaként tartottak számon. A tatárjárás során a település várával együtt elpusztult. 1349-ben Nagy Lajos király Árpával együtt a Kolos nemzetségbeli Jakabnak adományozza. 1380-ban határjárást végeztek területén.
1449-ben Győr vármegyéhez tartozott. A 15. században a Rozgonyiak és több köznemes szerzett birtokot a településen. A törökdúlások idején elpusztult. A 17. században először református családok telepedtek le. Templomuk 1680-ban elpusztult, de ugyanott újjáépítették. Bana hosszú ideig a környék református központja volt, de a 18. században a római katolikus betelepedők jutottak túlsúlyba. A katolikusok temploma először 1249-ben épült, de az elpusztult, s csak 1787-ben épült helyette új, késő barokk stílusban. Az 1784-es összeírás köznemesek birtokaként tartotta nyilván a falut.
Bana határának nagy része szántóföld volt. Az 1840-es években az állam eperfáskerteket telepített selyemhernyó-tenyésztés céljából. Híresek voltak az itt tenyésztett lipicai lovak is. A 19. századtól a lakosok a szomszédos Bábolnára jártak dolgozni.
A községet 1851-ben Esztergom vármegyéhez csatolták. 1897-ben megalakult a Bana-Bábolna Hitelszövetkezet. A községháza 1914-ben épült. Az első világháború után különböző társadalmi szervezetek alakultak.

## Mai élete
A második világháború után, 1949-ben alakult az első termelőszövetkezet Búzakalász néven. 1992-ben a tsz feloszlott és több kisebb mezőgazdasági kft. alakult. Újjáéledőben van a lipicai lovak tenyésztése. Számottevő ipar nincs a településen.
1974-ben Bábolnához csatolták. Közös tanács alakult. 1984-től 1988-ig Komárom vonzáskörzetéhez tartozott. A rendszerváltozás óta újra önálló önkormányzattal rendelkezik, de önkormányzati hivatalt Bábolnával közösen tart fenn.
A vezetékes ivóvízhálózat 1971-ben létesült. A szennyvízelvezetés és -tisztítás 1996 óta működik. Kiépítették a vezetékes gázt és bővítették a telefonhálózatot is. A helyi utak portalanítása részben fejeződött be. A település oktatása 150 éves múltra tekinthet vissza, az első római katolikus iskoláját 1849-ben építették. 1904-től új épületben folyik a tanítás. A református iskoláról 1896-ból vannak adatok. Az intézmény a köznevelésért felelős államtitkár határozatának értelmében 2015-ben megszűnt, az alsó tagozat a Bábolnai Általános Iskola Banai Telephely néven a bábolnai iskola részeként működik tovább.
Egy háromcsoportos napköziotthonos óvoda is működik a településen.
2020. június 26-án ünnepélyesen átadták a Magyar Falu Program „Kistelepülések járdaépítésének, felújításának anyagtámogatása” című projekt hozzájárulásával készült Bercsényi utcai járdaszakaszt.

## Közélete

### Polgármesterei
- 1990–1994: Petőcz Imre (FKgP)[6]
- 1994–1998: Petőcz Imre (független)[7]
- 1998–2002: Petőcz Imre László (FKgP)[8]
- 2002–2006: Sáhóné Horváth Márta (független)[9]
- 2006–2010: Petőcz Imre (független)[10]
- 2010–2014: Sáhóné Horváth Márta (független)[11]
- 2014–2019: Sáhóné Horváth Márta (független)[12]
- 2020–2024: Toma Richárd (független)[13]
- 2024– : Toma Richárd (Fidesz-KDNP)[1]

A településen a 2019. október 13-án tartott önkormányzati választás után a polgármester-választás tekintetében nem lehetett eredményt hirdetni, mert szavazategyenlőség alakult ki az első helyen Horváth Márta és Toma Richárd között. Az emiatt szükségessé vált időközi választást 2020. január 12-én tartották meg; ezen hatan indultak, és a győztes 35 szavazatnyi különbséggel a korábban holtversenyben részes két fél egyike, Toma Richárd lett.

## Népesség
A település népességének változása:
| Lakosok száma | 1630 | 1621 | 1629 | 1612 | 1505 | 1505 | 1503 |
|               | 2013 | 2014 | 2015 | 2021 | 2022 | 2023 | 2024 |

A 2011-es népszámlálás során a lakosok 88,1%-a magyarnak, 6% cigánynak, 0,2% németnek, 0,2% románnak mondta magát (11,8% nem nyilatkozott; a kettős identitások miatt a végösszeg nagyobb lehet 100%-nál). A vallási megoszlás a következő volt: római katolikus 46%, református 15,6%, evangélikus 3,8%, görögkatolikus 0,2%, felekezeten kívüli 10,6% (21,6% nem nyilatkozott).
2022-ben a lakosság 91,4%-a vallotta magát magyarnak, 1,7% cigánynak, 1,1% ukránnak, 0,7% németnek, 0,1-0,1% bolgárnak, szlováknak, szlovénnek és románnak, 1,2% egyéb, nem hazai nemzetiségűnek (7,8% nem nyilatkozott; a kettős identitások miatt a végösszeg nagyobb lehet 100%-nál). Vallásuk szerint 29% volt római katolikus, 11,8% református, 2,9% evangélikus, 0,5% görög katolikus, 0,1% izraelita, 2,2% egyéb keresztény, 1,1% egyéb katolikus, 10,6% felekezeten kívüli (41,7% nem válaszolt).

## Nevezetességei
- Római katolikus templom – A késő barokk műemlék jellegű épület 1784 körül épült. 1897-ben eklektikus stílusban átalakították.
- Református templom – A reformátusoknak előbb fatemplomuk volt,[17] amelyet többször átépítettek. A jelenlegi 1788-ban épült, de a tornya csak később, 1858-ban készült el.
- A temetőben található a Pulay család síremléke. Jókai Mór édesanyja, Pulay Mária banai származású volt. 1812-ben itt kötött házasságot Jókay Józseffel.
- Francia kő – I. Napóleon 1809-ben csapataival végigvonult a településen. Ennek emlékét őrzi ez a földrajzi elnevezés.
- Az államalapító szobra a Fő téren
- Helyi védelem alatt áll a falu közepén, a Petőfi Sándor utcai kanyarban lévő romos épület, amelyben egy éjszakát töltött Mária Terézia átutazása során.[forrás?]
- A településen van a Pikóta-tó, ahol az 1938-as János vitéz című film néhány jelenetét forgatták.[18]
- Az Ördögásta-hegyen 1956-ban kavicsbányászás közben honfoglalás kori tarsolylemezt találtak, amely ma a Magyar Nemzeti Múzeumban látható.[18]

## Galéria

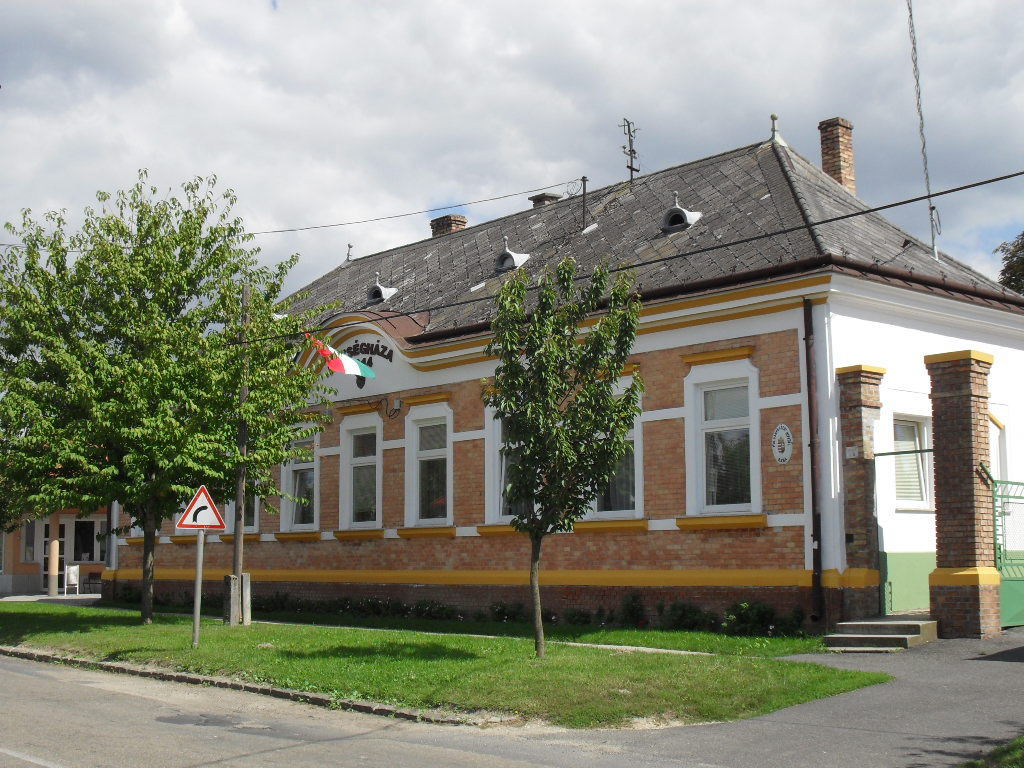
Községháza
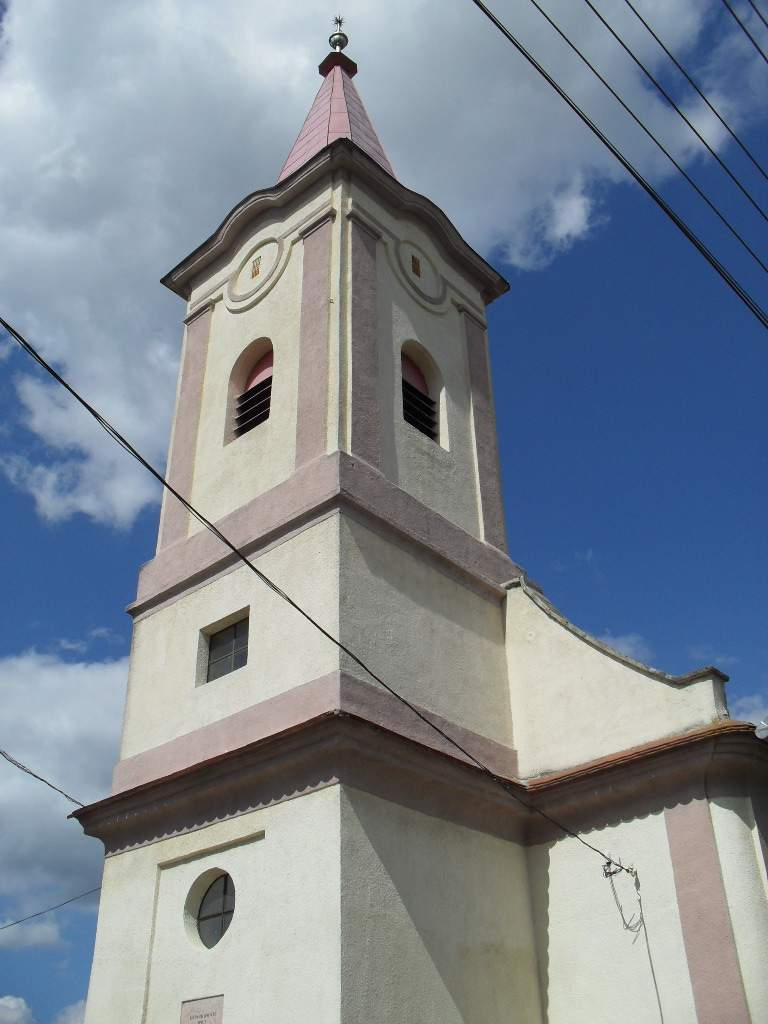
Református templom
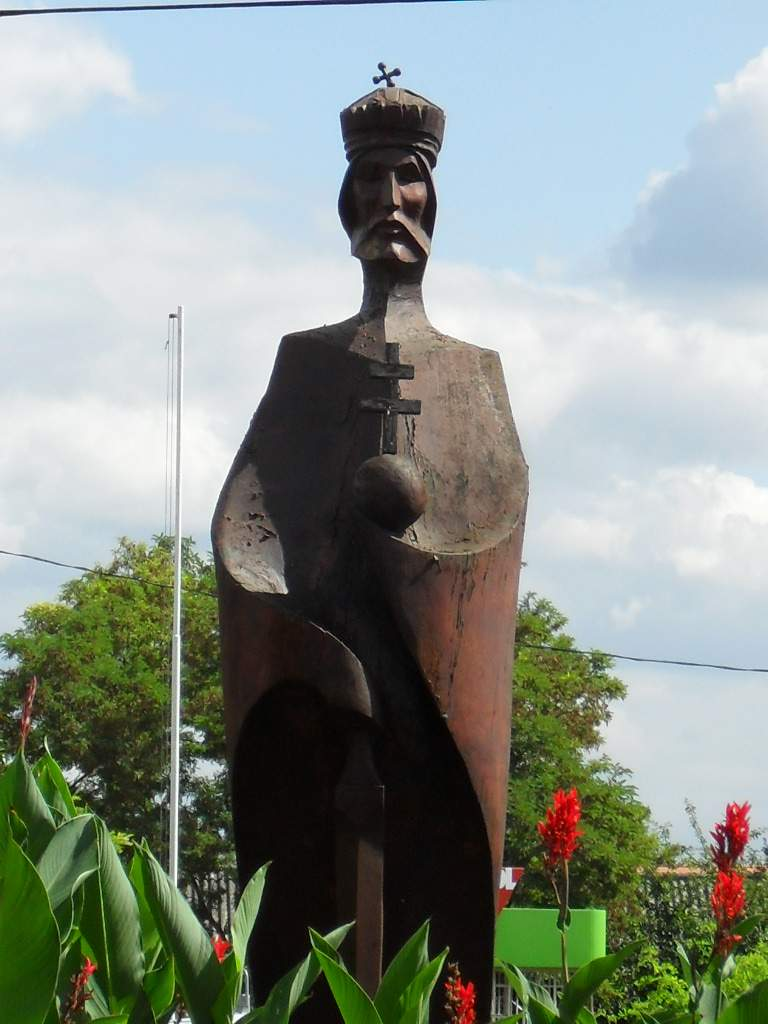
Szent István faszobra
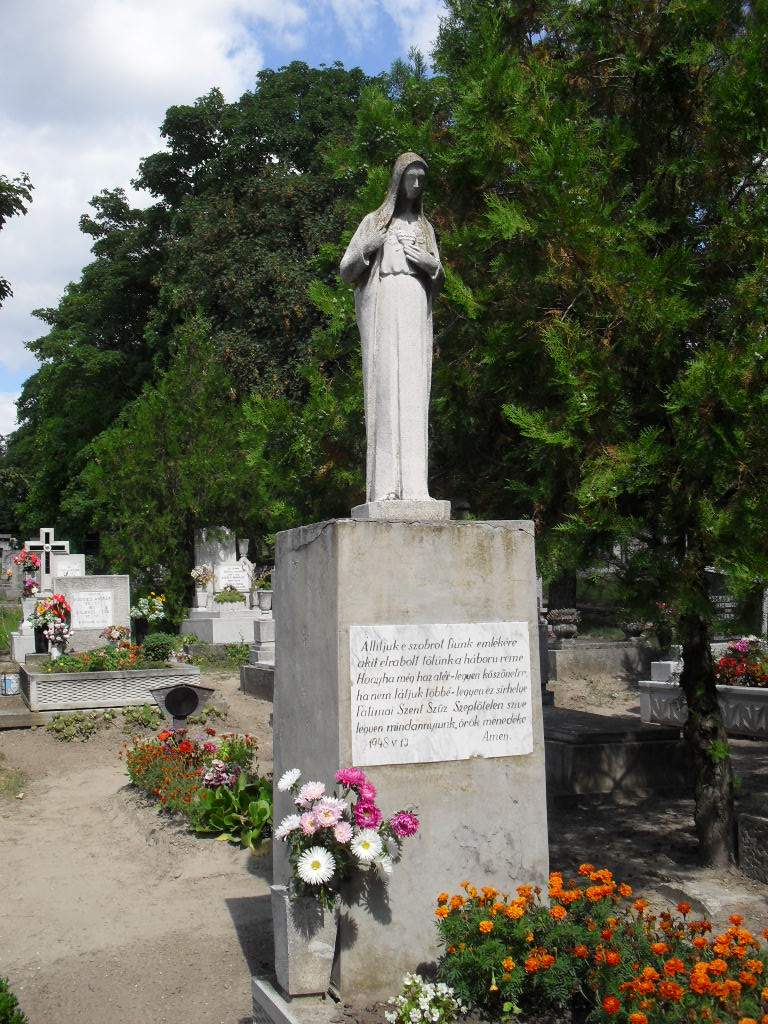
Temető